# 가얼현

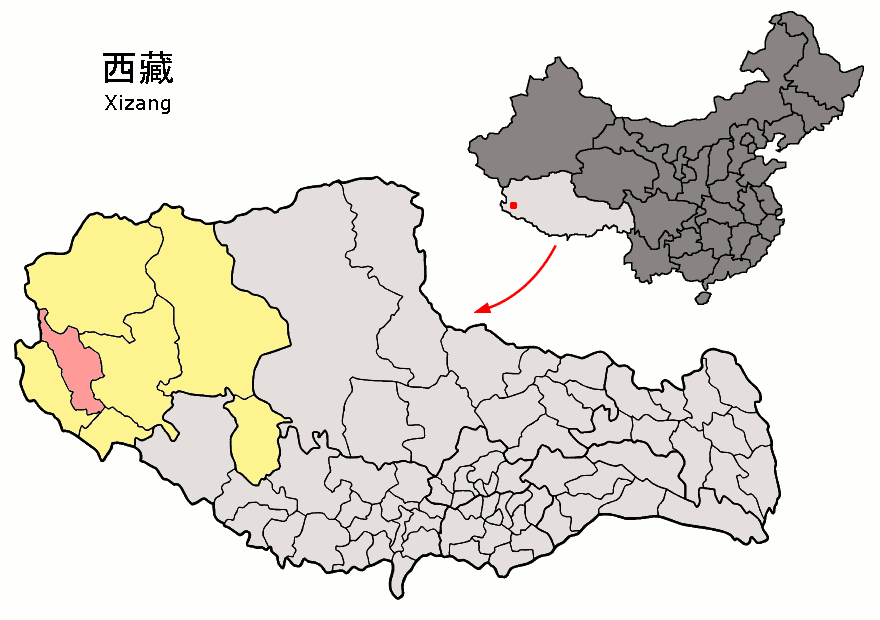
가르 현의 위치

가얼현(티베트어: སྒར་རྫོང་ 가르 종, 중국어: 噶尔县, 병음: Gá'ěr Xiàn)은 티베트 자치구 아리 지구의 현급 행정구역이다. 넓이는 18087km2이고, 인구는 2007년 기준으로 10,000명이다.

## 지리
연평균 기온은 0.1°C, 연평균 강수량은 100mm이다.

## 행정 구역
1개 진, 4개 향을 관할한다.
- 진: 
  - 스취안허진(사천하진, 獅泉河鎭[1], སེང་གེ་ཁ་འབབ་གྲོང་རྡལ།)
- 향: 
  - 쿤사향(곤사향, 昆沙鄕[2], དགུན་ས་ཤང།)
  - 쭤쭤향(좌좌향, 左左鄕[3], གཙོ་ཚོ་ཤང།)
  - 먼스향(문사향, 門士鄕[4], མོན་འཚེར་ཤང།)
  - 자시강향(찰서강향, 扎西崗鄕[5], བཀྲ་ཤིས་སྒང་ཤང།)

## 교통
쿤사향에 아리 쿤사 공항이 있다.